# Карлус-Шагас (Минас-Жерайс)
Карлус-Шагас (порт. Carlos Chagas)  —  муниципалитет в Бразилии, входит в штат Минас-Жерайс. Составная часть мезорегиона Вали-ду-Мукури. Входит в экономико-статистический  микрорегион Нануки. Население составляет 21 038 человек на 2006 год. Занимает площадь 3198,853 км². Плотность населения — 6,6 чел./км².

## История
Город основан 17 декабря 1938 года.
Назван в честь Карлуса Шагаса.

## Статистика
- Валовой внутренний продукт на 2003 год составляет 95 386 202,00 реалов (данные: Бразильский институт географии и статистики).
- Валовой внутренний продукт на душу населения на 2003 год составляет 4441,32 реалов (данные: Бразильский институт географии и статистики).
- Индекс развития человеческого потенциала на 2000 год составляет 0,681 (данные: Программа развития ООН).